# 布莱
布莱（法語：Blaye，法語發音：[blaj] ⓘ），法国西南部城市，新阿基坦大区吉伦特省的一个市镇，同时也是该省的一个副省会，下辖布莱区，其市镇面积为6.42平方公里，2022年1月1日时人口数量为5,017人，是该省人口最少的副省会，在法国城市中排名第2,263位。
布莱位于吉伦特省北部，吉伦特河口右岸，隔河与梅多克半岛相望。布莱是一个区域性的中心城市，因葡萄酒种植及贸易而闻名。

## 地名来源
“Blaye”一名最初以高卢语“Blavia”的形式被记载。根据法国地名学家阿尔贝·多扎的论述，该名称的拉丁语转写为“Belli Via”，意为“战争之路”。
布莱所在区域历史上曾通行桑通日方言，该地历史上与加斯科涅地区交流密切，“Blaye”在奥克语维基百科及Openstreetmap中被标记为“Blaia”。
此外，因翻译标准不同，“Blaye”在部分汉语资料中被译为布拉伊。

## 历史

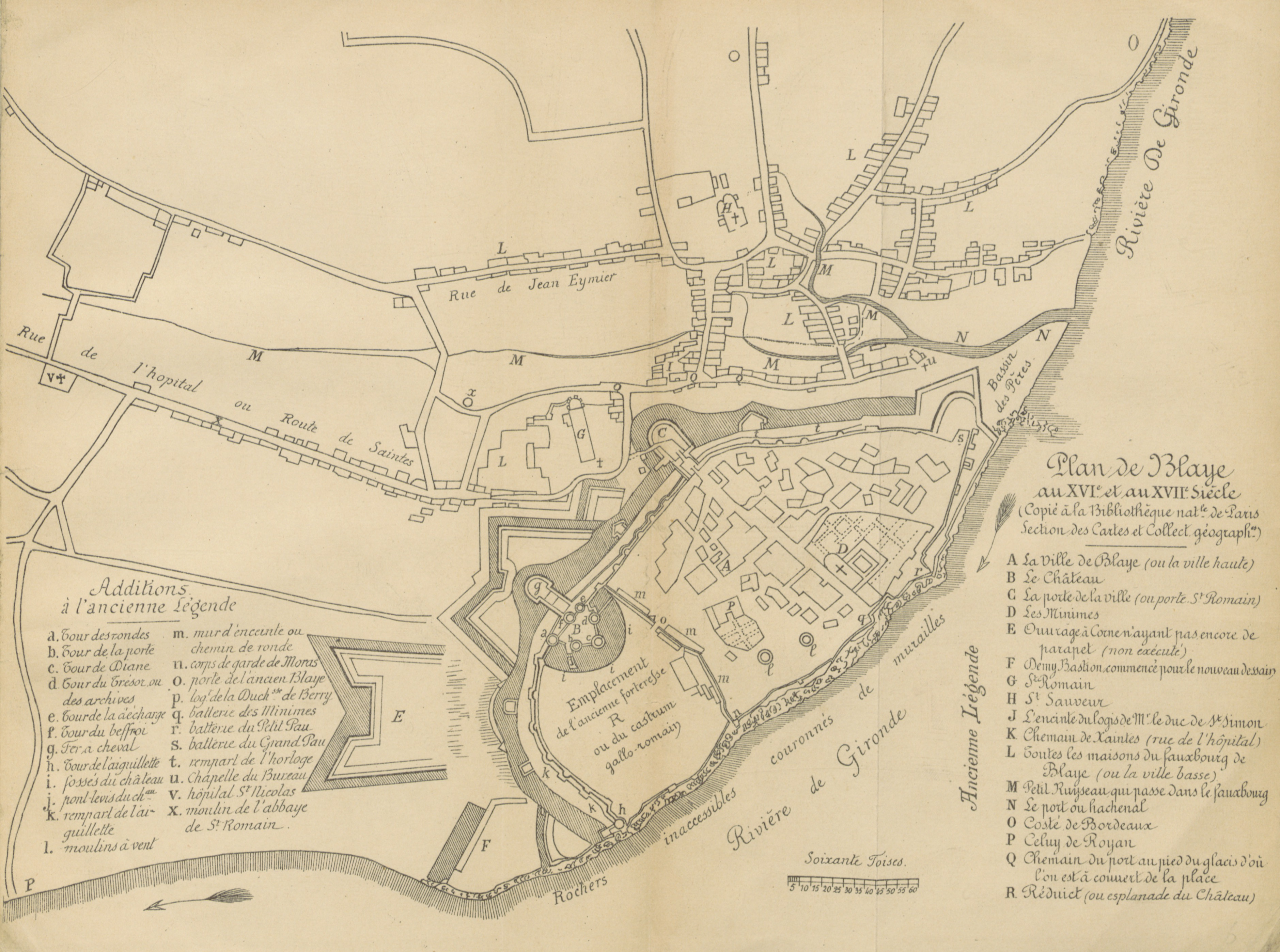
16世纪至17世纪间的布莱地图

布莱最初的人类活动出现于铁器时期。高卢-罗马时期，布莱被开辟为一座要塞，一支由罗马将军梅萨拉率领的军队驻扎于此以镇守吉伦特河。公元2世纪时，布莱附近的平原地区被开辟为葡萄酒种植园。中世纪时，布莱长期为吉耶讷行省的一部分，当地于公元625年出现了一座皇家城堡。11世纪时该区域曾一度被金雀花王朝统治。英法百年战争期间，布莱成为英格兰和法兰西军队争夺的一个战略要点，该地最终于1452年被路易十一通过发动围城战而被法兰西军队完全控制。中世纪末期，布莱一度因葡萄酒贸易而兴盛。宗教战争期间，法兰西军队于1593年4月18日发动布莱战役，在经历了三个月的战争后，驻扎于布莱市区的天主教联盟放弃了抵抗，当地的新教徒被迫逃离或皈依，该战役使得布莱多处建筑被毁，其社会经济亦遭到严重破坏。公元17世纪时，在路易十四的要求下，布莱圣罗曼大教堂被拆除并异地重建，其原址被改建为沃邦防御工事。法国大革命后，布莱成为吉伦特省的一个市镇，自1801年起成为该省的一个副省会。1814年4月，拿破仑一世曾居住布莱城堡，并借此对英格兰海军进行了反击。1817年，圣吕斯（Sainte-Luce）整体并入布莱，布莱因此更名为“Blaye-Sainte-Luce”。1841至1848年间，法国城市规划师乔治-欧仁·奥斯曼曾担任布莱区区长职务。19世纪中后期，连接布莱的圣马里安-圣伊藏—布莱铁路和两条地方铁路相继建成通车，后于20世纪30年代陆续关闭。1936年，因采石场扩张需要，布莱城堡一度被计划拆除，此举遭到当地民众的强烈反对，工程在同年8月被迫停止。1961年，布莱恢复原名“Blaye”。

## 地理

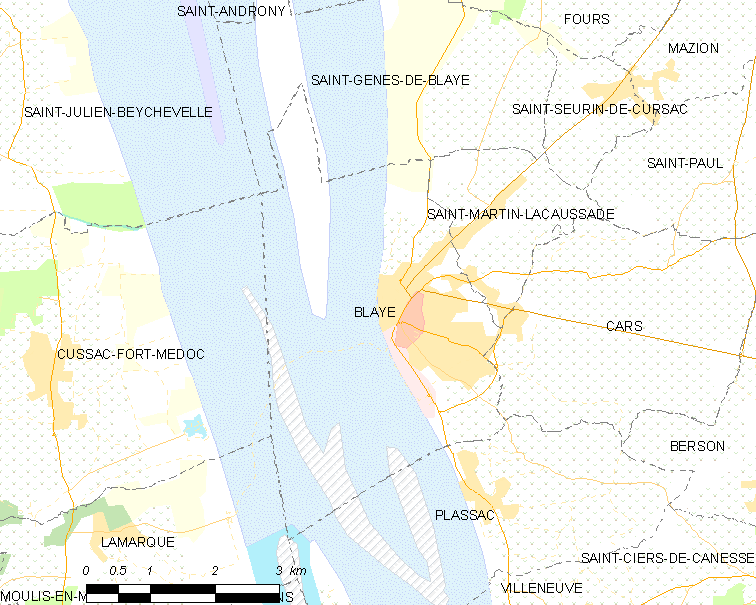
布莱市镇范围地图

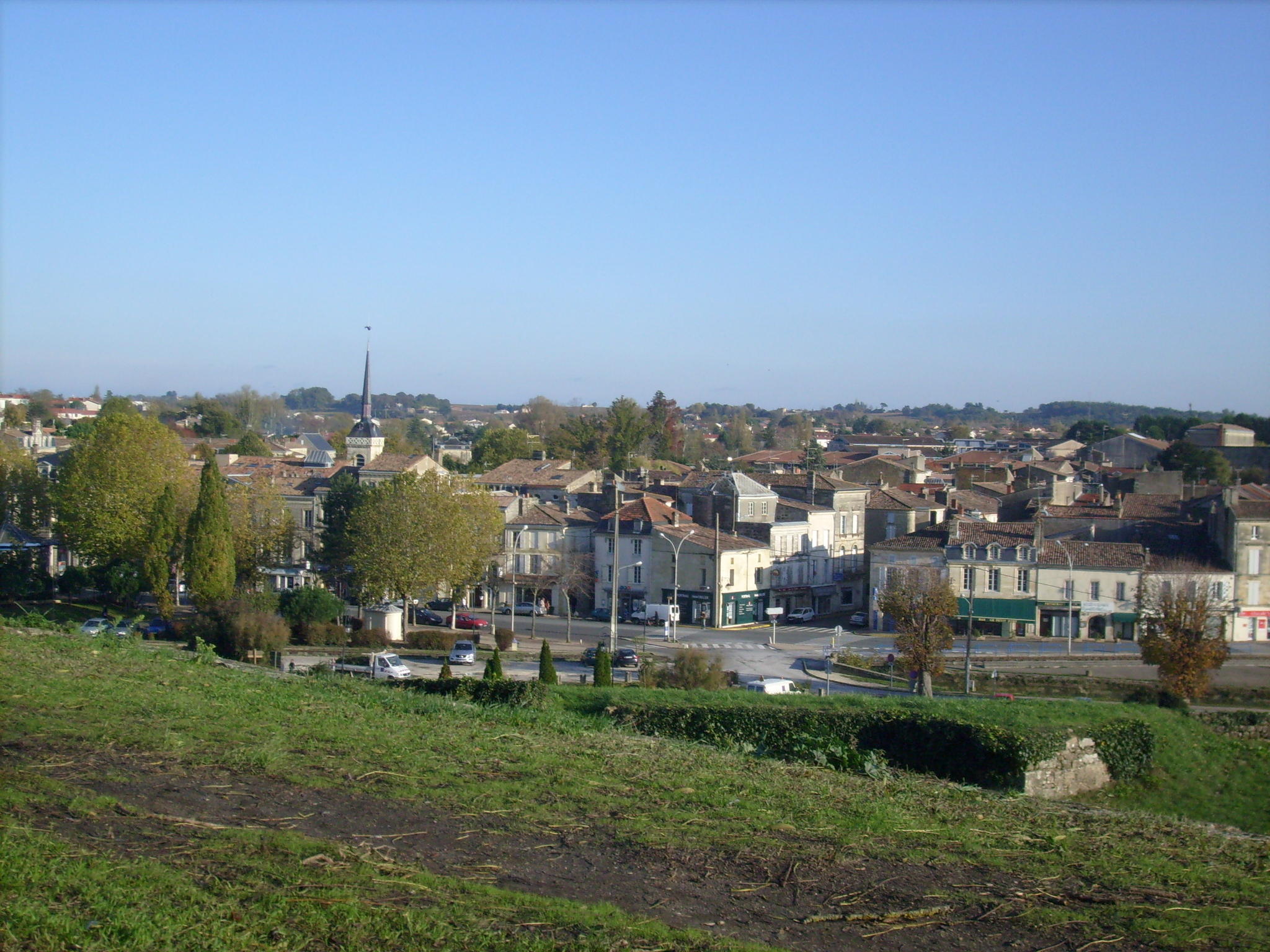
远眺布莱市区

布莱位于法国西南部，新阿基坦大区西部和吉伦特省北部，距离省会波尔多大约52公里。与布莱陆地接壤的市镇包括圣热内斯德布莱、圣马丹拉科萨德、屈萨克-梅多克堡、卡尔和普拉萨克，隔吉伦特河口与布莱相望的市镇包括圣于连贝什韦勒和拉马克。

### 地形
布莱位于加拜地区西部，其附近区域以布莱的形容词“Blayais”命名。布莱境内以平原为主，市镇中心地势较为平坦，东部略有起伏，全境海拔在0到41米之间。

### 水文
布莱位于吉伦特河右岸，其支流索日龙河（Le Saugeron）在此与其交汇。吉伦特河口上的努韦勒岛亦归属布莱管辖。

### 植被
布莱属于温带阔叶混交林区，林地主要分布于河岸附近，以及努韦勒岛北部。
在鲜花城市的评比中，布莱暂未被评级。

### 气候
布莱在柯本气候分类法中属于温带海洋性气候（Cfb）。
距离布莱最近的常年气象站位于波亚克境内，以下为该气象站的数据（其中日照数据取自波尔多气象站）：
| 波亚克 1981年－2019年 | 波亚克 1981年－2019年 | 波亚克 1981年－2019年 | 波亚克 1981年－2019年 | 波亚克 1981年－2019年 | 波亚克 1981年－2019年 | 波亚克 1981年－2019年 | 波亚克 1981年－2019年 | 波亚克 1981年－2019年 | 波亚克 1981年－2019年 | 波亚克 1981年－2019年 | 波亚克 1981年－2019年 | 波亚克 1981年－2019年 | 波亚克 1981年－2019年 |
| 月份                  | 1月                   | 2月                   | 3月                   | 4月                   | 5月                   | 6月                   | 7月                   | 8月                   | 9月                   | 10月                  | 11月                  | 12月                  | 全年                  |
| --------------------- | --------------------- | --------------------- | --------------------- | --------------------- | --------------------- | --------------------- | --------------------- | --------------------- | --------------------- | --------------------- | --------------------- | --------------------- | --------------------- |
| 历史最高温 °C（°F）   | 19.5 (67.1)           | 22.5 (72.5)           | 26.1 (79.0)           | 31.4 (88.5)           | 33.9 (93.0)           | 38.4 (101.1)          | 38.7 (101.7)          | 40.3 (104.5)          | 36.2 (97.2)           | 30.8 (87.4)           | 22.8 (73.0)           | 20.2 (68.4)           | 40.3 (104.5)          |
| 平均高温 °C（°F）     | 9.9 (49.8)            | 11.4 (52.5)           | 15.1 (59.2)           | 17.6 (63.7)           | 21.7 (71.1)           | 25.2 (77.4)           | 26.9 (80.4)           | 27.6 (81.7)           | 24 (75)               | 19.5 (67.1)           | 13.6 (56.5)           | 10.3 (50.5)           | 18.6 (65.5)           |
| 日均气温 °C（°F）     | 6.8 (44.2)            | 7.6 (45.7)            | 10.5 (50.9)           | 12.8 (55.0)           | 16.6 (61.9)           | 19.7 (67.5)           | 21.2 (70.2)           | 21.6 (70.9)           | 18.4 (65.1)           | 15 (59)               | 9.9 (49.8)            | 7.2 (45.0)            | 13.9 (57.0)           |
| 平均低温 °C（°F）     | 3.6 (38.5)            | 3.8 (38.8)            | 6 (43)                | 8 (46)                | 11.5 (52.7)           | 14.2 (57.6)           | 15.5 (59.9)           | 15.7 (60.3)           | 12.9 (55.2)           | 10.5 (50.9)           | 6.3 (43.3)            | 4.2 (39.6)            | 9.4 (48.9)            |
| 历史最低温 °C（°F）   | −15.2 (4.6)           | −9.6 (14.7)           | −7.1 (19.2)           | −1.6 (29.1)           | 3.4 (38.1)            | 6.9 (44.4)            | 8.8 (47.8)            | 7.6 (45.7)            | 4.9 (40.8)            | −1.1 (30.0)           | −9 (16)               | −7.2 (19.0)           | −15.2 (4.6)           |
| 平均降水量 mm（）     | 79.8 (3.14)           | 52.9 (2.08)           | 50.1 (1.97)           | 65.5 (2.58)           | 59.8 (2.35)           | 56.1 (2.21)           | 46.2 (1.82)           | 48.5 (1.91)           | 69.9 (2.75)           | 99.5 (3.92)           | 107.2 (4.22)          | 85.6 (3.37)           | 821.1 (32.33)         |
| 月均日照時數          | 96                    | 114.9                 | 169.7                 | 182.1                 | 217.4                 | 238.7                 | 248.5                 | 242.3                 | 202.7                 | 147.2                 | 94.4                  | 81.8                  | 2,035.7               |
| 来源：infoclimat.fr   |                       |                       |                       |                       |                       |                       |                       |                       |                       |                       |                       |                       |                       |

## 行政区划

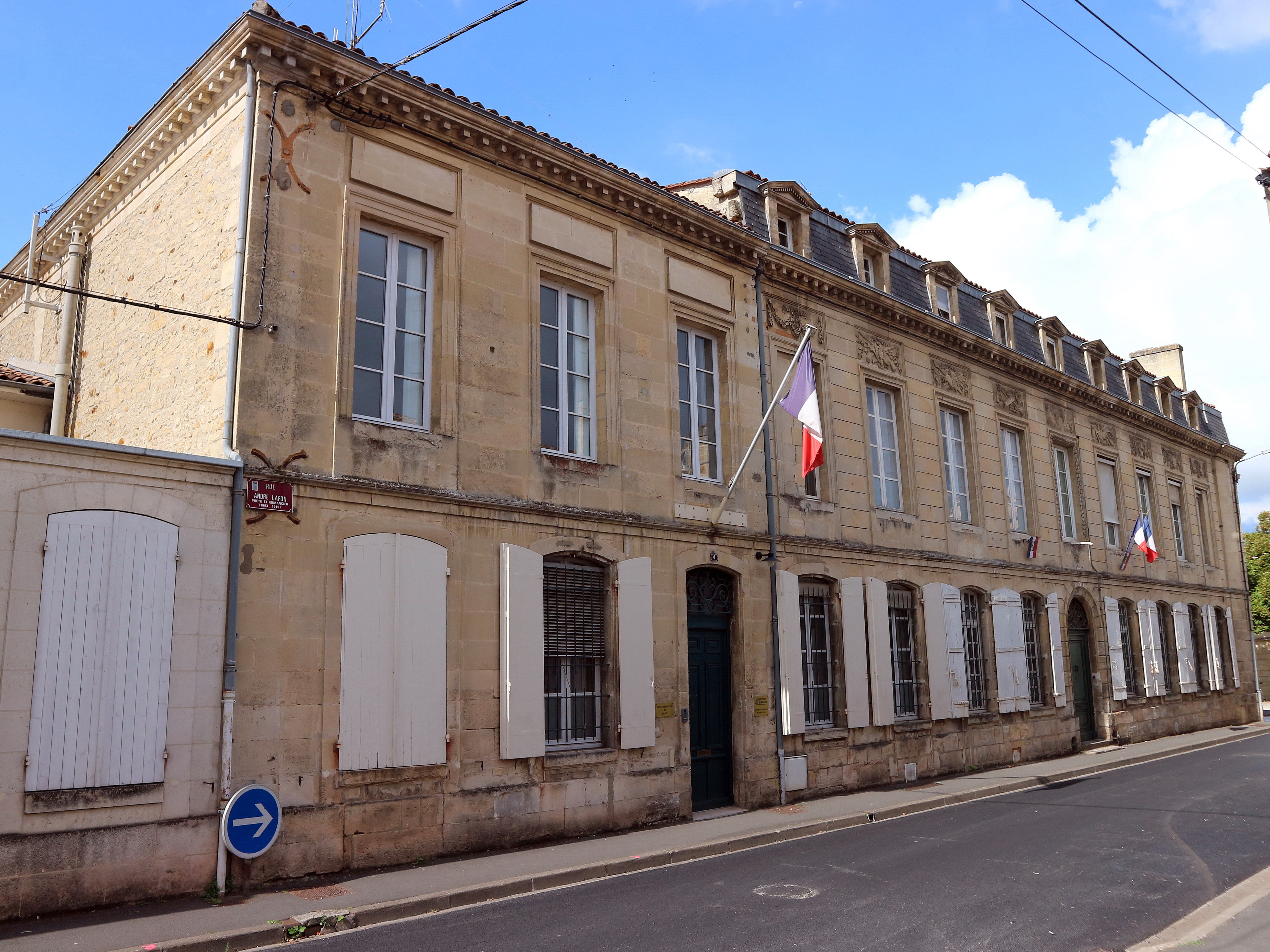
布莱副省政府大楼

布莱的市镇编号为33058，邮政编号为33390。
在行政管理方面，布莱隶属于法国新阿基坦大区吉伦特省，同时也是该省的一个副省会，下辖布莱区；在地方选举方面，布莱是河口县的中央投票站所在地，其市镇范围全境被划入吉伦特省第十一选区；在社会管理方面，布莱是布莱市镇公共社区的办公驻地。
截至2023年6月，布莱市镇范围内暂无任何城市敏感街区及城市政策优先街区。
法国国家统计与经济研究所（简称）在进行数据统计时，将布莱及相邻的另外7个市镇设为布莱城市核心区（2020年扩充至共9个）及布莱城市区。自2020年起，布莱城市区被包含13个市镇的布莱城市辐射区代替。此外，还将布莱市镇整体看作一个“块区”（IRIS），以便于统计人口分布情况。

## 交通

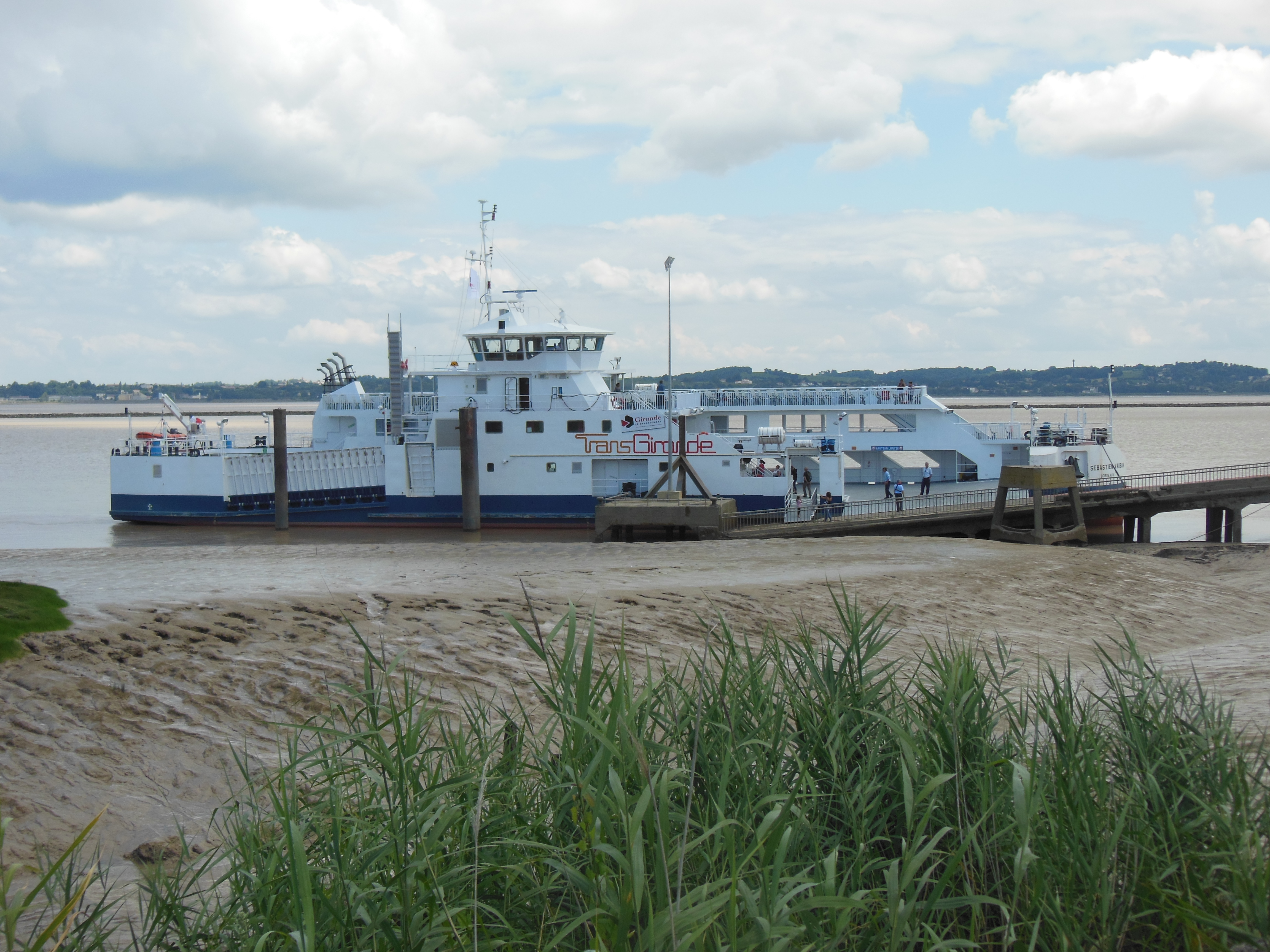
吉伦特河口轮渡

### 公路
吉伦特省省道D22线、D133E3线、D135线、D255线、D669线和D937线在布莱境内交汇，吉伦特河畔建有公路轮渡码头，车辆可通过滚装船前往梅多克半岛。新阿基坦大区下属的城际客运提供巴士线路，可前往波尔多、利布尔讷等地。
| 38 | 18 |

| 波尔多 | 51 |

| 利布尔讷 | 45 |

| 米朗博 | 31 |

2019年，62.4%的布莱家庭拥有至少一辆私人汽车。2019年，布莱境内共发生各类交通事故1起，造成1人重伤。

### 铁路
途径布莱的铁路线均已废弃，部分路段被改造为人行健身步道。
距离布莱最近的运营中的客运铁路车站为26公里外的圣马里安-圣伊藏站，该站停靠往返于波尔多和桑特一线的区域列车。

### 航空
距离布莱最近的民用航空站为59公里外的波尔多-梅里尼亚克机场。

### 城市公共交通
截至2023年6月，布莱暂无城市公共交通系统。

## 政治

### 市政内阁

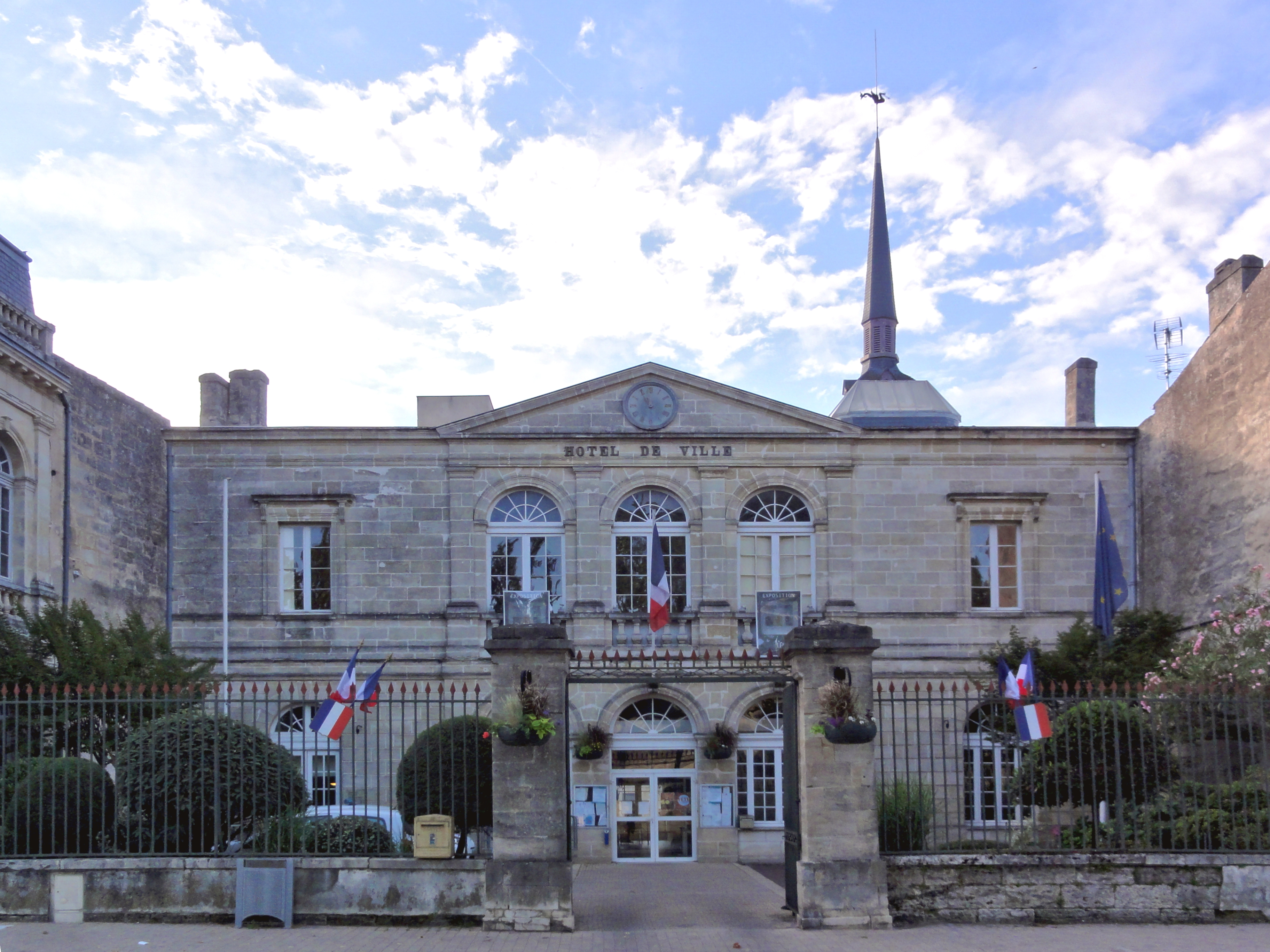
布莱市政厅

布莱的现任市长为德尼·巴尔代斯先生（Denis BALDÈS），他是一名左翼无党派人士，在2020年的市政选举中获得了54.38%的支持率。
| 布莱历届市长   | 布莱历届市长                       | 布莱历届市长      |
| 任期           | 市长                               | 党派              |
| -------------- | ---------------------------------- | ----------------- |
| 1944年－1945年 | William TAUZIN 威廉·托赞           | 不详              |
| 1945年－1953年 | Georges MILH 乔治·米尔             | RPF法国人民联盟   |
| 1953年－1965年 | Bernard DELORD 贝尔纳·德洛尔       | DVC混杂中间派     |
| 1965年－1989年 | Gérard GRASILIER 热拉尔·格拉西利埃 | RPR保衛共和聯盟   |
| 1989年－2008年 | Bernard MADRELLE 贝尔纳·马德雷勒   | PS社会党          |
| 2008年－       | Denis BALDÈS 德尼·巴尔代斯         | DVG左翼无党派人士 |

### 各级选举
| 布莱历届投票选举结果 | 布莱历届投票选举结果 | 布莱历届投票选举结果 | 布莱历届投票选举结果 | 布莱历届投票选举结果        | 布莱历届投票选举结果 | 布莱历届投票选举结果 | 布莱历届投票选举结果        | 布莱历届投票选举结果 | 布莱历届投票选举结果 |
| 选举项目             | 选举范围             | 选区单位             | 选区单位内的选举结果 | 选区单位内的选举结果        | 选区单位内的选举结果 | 选区单位内的选举结果 | 选区单位内的选举结果        | 选区单位内的选举结果 | 参考资料             |
| 选举项目             | 选举范围             | 选区单位             | 第一轮胜出者         | 第一轮胜出者                | 支持率               | 第二轮胜出者         | 第二轮胜出者                | 支持率               | 参考资料             |
| -------------------- | -------------------- | -------------------- | -------------------- | --------------------------- | -------------------- | -------------------- | --------------------------- | -------------------- | -------------------- |
| 2017年法國總統選舉   | 法國                 | 市镇                 |                      | 埃马纽埃尔·马克龙           | 22.96%               |                      | 埃马纽埃尔·马克龙           | 62.18%               | [ 31 ]               |
| 2017年法国立法选举   | 吉伦特省第十一选区   | 市镇                 |                      | 韦罗妮克·阿姆雷             | 24.22%               |                      | 韦罗妮克·阿姆雷             | 64.68%               | [ 31 ]               |
| 2019年欧洲议会选举   | 法國                 | 市镇                 |                      | 若尔当·巴尔代拉             | 27.45%               | （不适用）           | （不适用）                  | （不适用）           | [ 33 ]               |
| 2021年法国省级选举   | 吉倫特省             | 县                   |                      | 路易·卡瓦莱罗 瓦莱丽·居诺迪 | 37.41%               |                      | 路易·卡瓦莱罗 瓦莱丽·居诺迪 | 62.71%               | [ 34 ]               |
| 2021年法国省级选举   | 吉倫特省             | 市镇                 |                      | 路易·卡瓦莱罗 瓦莱丽·居诺迪 | 41.57%               |                      | 路易·卡瓦莱罗 瓦莱丽·居诺迪 | 68.24%               | [ 34 ]               |
| 2021年法国大区选举   |                      | 市镇                 |                      | 阿兰·鲁塞                   | 32.44%               |                      | 阿兰·鲁塞                   | 45.85%               | [ 35 ]               |
| 2022年法国总统选举   | 法國                 | 市镇                 |                      | 玛丽娜·勒庞                 | 29.77%               |                      | 玛丽娜·勒庞                 | 50.58%               | [ 31 ]               |
| 2022年法国立法选举   | 吉伦特省第十一选区   | 市镇                 |                      | 艾德维姬·迪亚兹             | 30.52%               |                      | 韦罗妮克·阿姆雷             | 50.2%                | [ 31 ]               |

## 人口
2020年，布莱市镇人口数量为4,897，在法国排名第2,263位。其中男性2,261人，女性2,577人，75岁及以上人口占9.8%，外籍人口数量为122人，人口密度为763人/平方公里，当地居民被称为（男性）或（女性）。2020年，布莱境内出生50人，死亡人口104人。
| 布莱1901年－2020年人口变化情况 |
|                                |
| 数据来源：Cassini、INSEE       |

## 经济
布莱是一个区域性的中心城市。截至2023年6月，布莱市镇范围内共有各类用人单位（包含自雇）872家，平均历史为18年，其中98.95%为中小型企业（PME），2023年4月至6月间，当地的经济活力指数为0.11%。（小型汽车维修）、（老年人接待服务）及（产品设计）是当地2021年营业额最高的三个企业，分别为2,419,199欧元、2,112,385欧元和2,061,039欧元。

## 财政与居民收入
2021年，布莱的财政收入总额为5,730,440欧元，财政支出总额为5,078,860欧元，当年的债务总额为3,005,330欧元。2021年，布莱市镇通过增值税获得419,910欧元的收入，此外当地还共获得了720,540欧元的国家直接财政补助。
2020年，布莱的人均月收入总额为1,867欧元，其中高级职员为3,117欧元，低于法国平均水平（4,230欧元）；中级职员为2,383欧元，低于法国平均水平（2,411欧元）；普通职员为1,610欧元，亦低于法国平均水平（1,740欧元）。
2019年，布莱境内的贫困率为23%，青壮年（15至64岁）失业率为22.0%；当地36.2%的家庭拥有纳税资格，平均纳税2,857欧元，低于法国平均水平（3,910欧元）。

## 社会事务

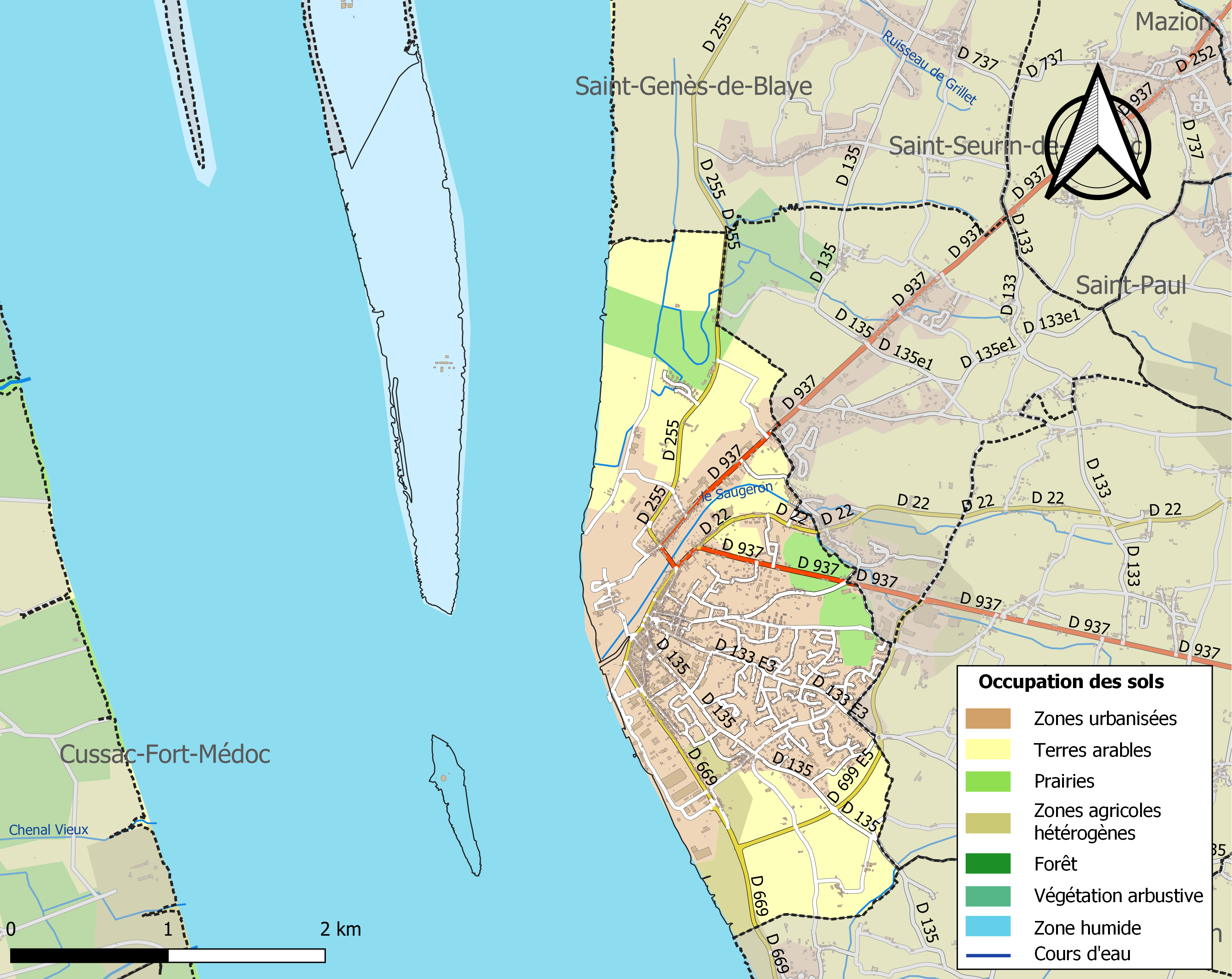
布莱土地利用情况地图

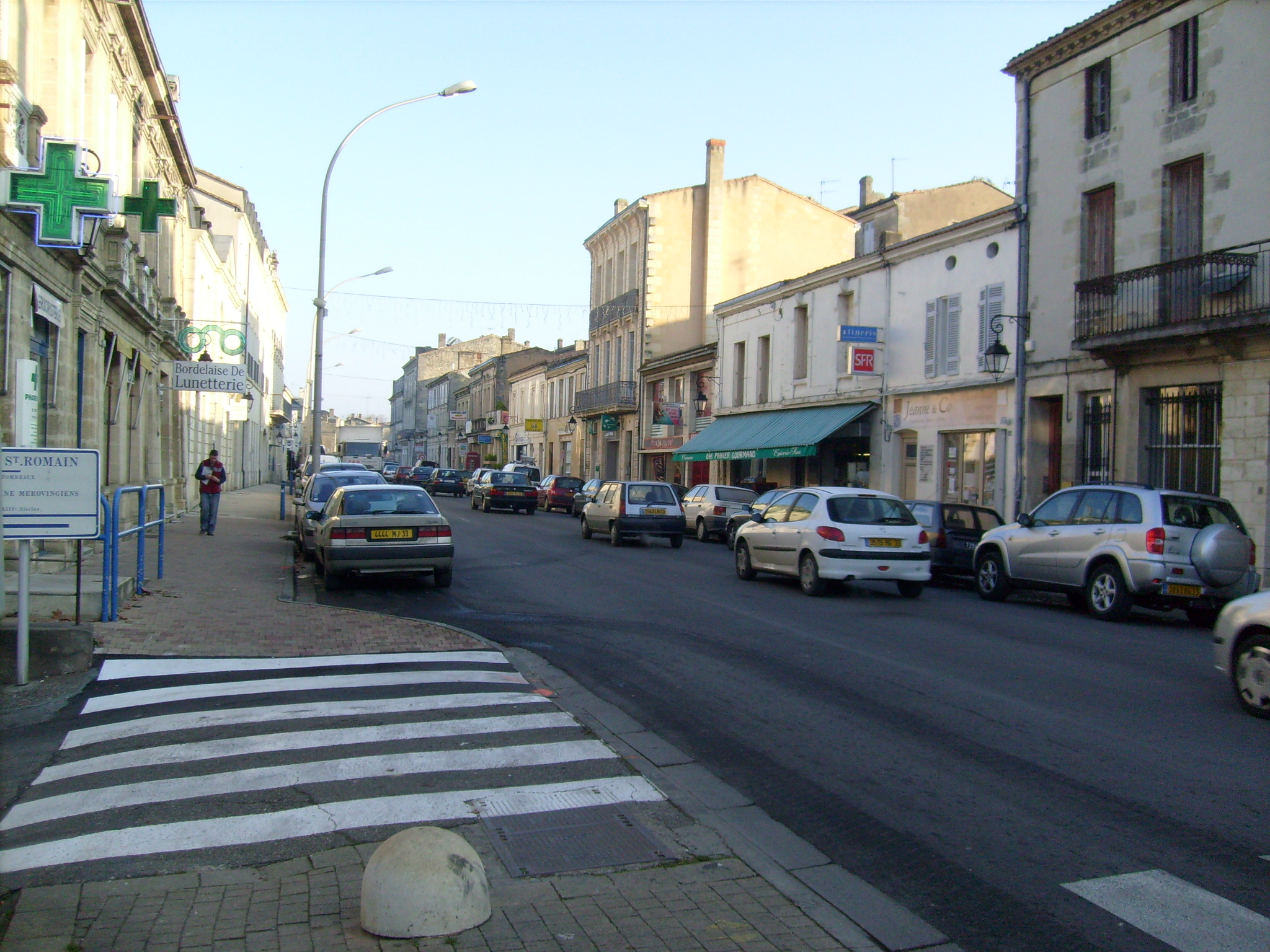
镇中心的共和国街

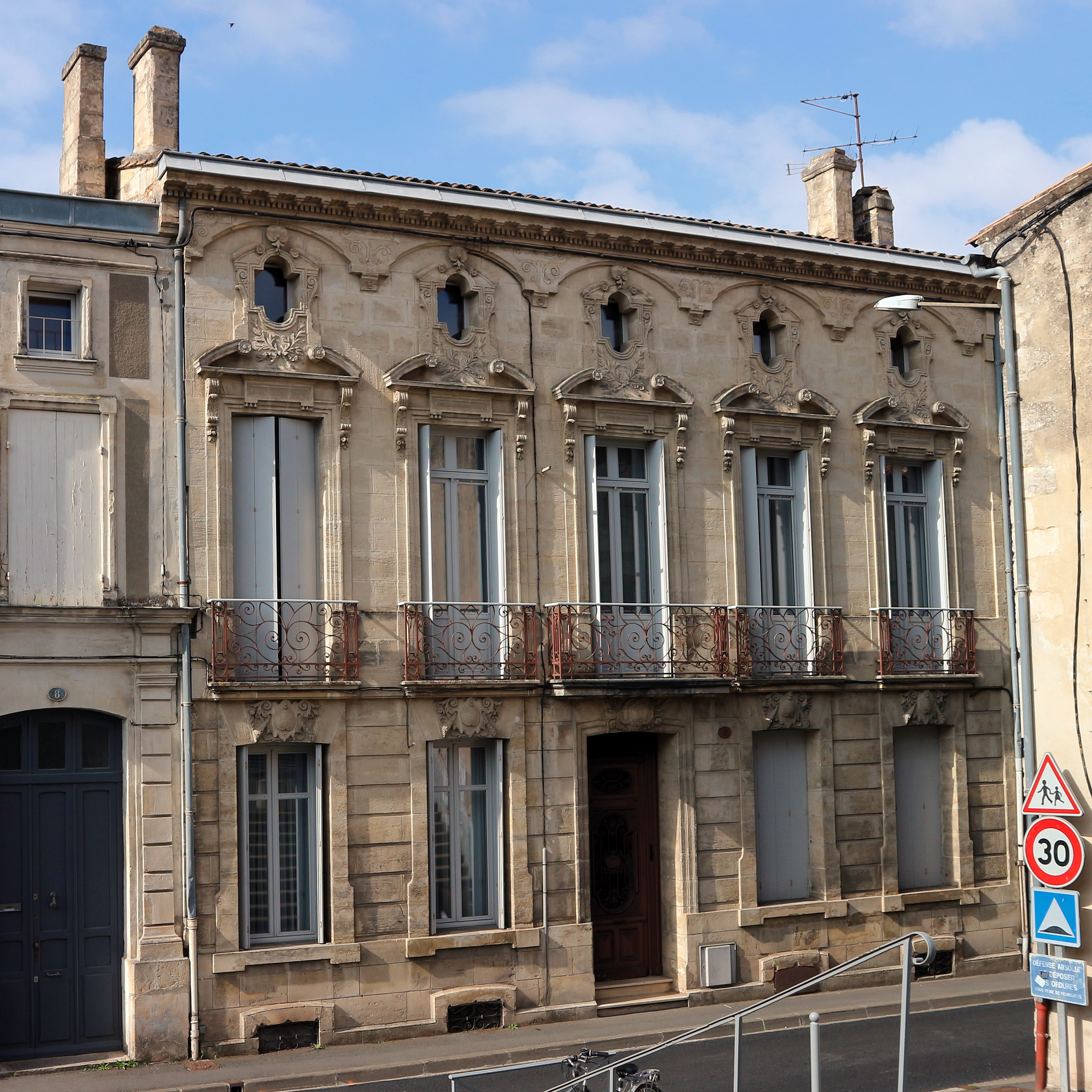
一栋传统民居

### 教育
布莱属于波尔多学区。截至2021年1月1日，布莱境内共有1所幼儿园、3所小学、2所初级中学、1所普通高中和1所职业高中。2021至2022学年度，布莱境内共有在校中等教育阶段学生2,286名。
在高等教育方面，布莱境内有一所卫生学校。

### 医疗
截至2021年1月1日，布莱境内共有全科医生13名、保健师9名、牙医6名、护士16名、耳科医生5名、皮肤科医生1名和助产士2名。境内共有药房2家、养老院1家、残疾人帮扶中心2家。
上吉伦特中心医院（Centre Hospitalier de la Haute Gironde）是法国的一个区域性医疗机构，其主病区位于布莱市区，设有床位123个，是当地规模最大的公立综合性医院。

### 住房
2019年，布莱境内共有各类住房2,955套，其中61.9%为独立式居民区，37.8%为集中式居民区。常住房屋占布莱市镇范围内居民建筑总量的81.0%。
在住房保障政策方面，2021年，布莱境内共有842户家庭获得了住房经济补助，受益人数占总人口数量的17.2%，其中820份为房租补助。

### 商业
2021年，布莱境内共有各类实体商铺130家，其中餐厅30家、大型超市2家、杂货店1家、面包房2家、装饰品店1家、银行门店7家、美容美发店13家、汽车维修店3家。市区东部建有开放式商业街区，有E.Leclerc、Intersport、Action、Gifi等大型商场。

### 体育
2021年，布莱境内共有2间体育馆、6处网球场、2处足球或橄榄球场以及1处篮球或排球场。
自1977年起，布莱每年举办布莱国际马术锦标赛。
截至2023年6月，布莱足球体育会（Stade Blayais Football，编号505569）是布莱境内唯一的一家注册足球俱乐部，其主队2022至2023赛季参加吉伦特省足球联赛乙组（法国第十级别），其主场为贝尔纳·德洛尔球场（Stade Bernard Delors）。

### 环境
布莱的环境事务由其所属的布莱市镇公共社区联合各级政府协调负责。2021年，布莱境内共有3家污染企业。

### 治安
2021年，布莱市镇范围内有1处宪兵队。
布莱国家宪兵队（zone gendarmerie de Blaye）的管辖范围共包括62个市镇。2020年，该宪兵队累计记录各类案件3,798起，其中盗窃类案件1,893起，经济类案件485起，毒品交易类案件239起。

## 文化
2021年，布莱境内共有1家电影院和1家博物馆。布莱境内建有若埃尔·库蒂拉多媒体中心（Médiathèque Johel Coutura），每周二至六向公众开放。

### 建筑
布莱境内有多处历史建筑，其中布莱城堡、帕泰城堡等为法国国家文物保护单位。

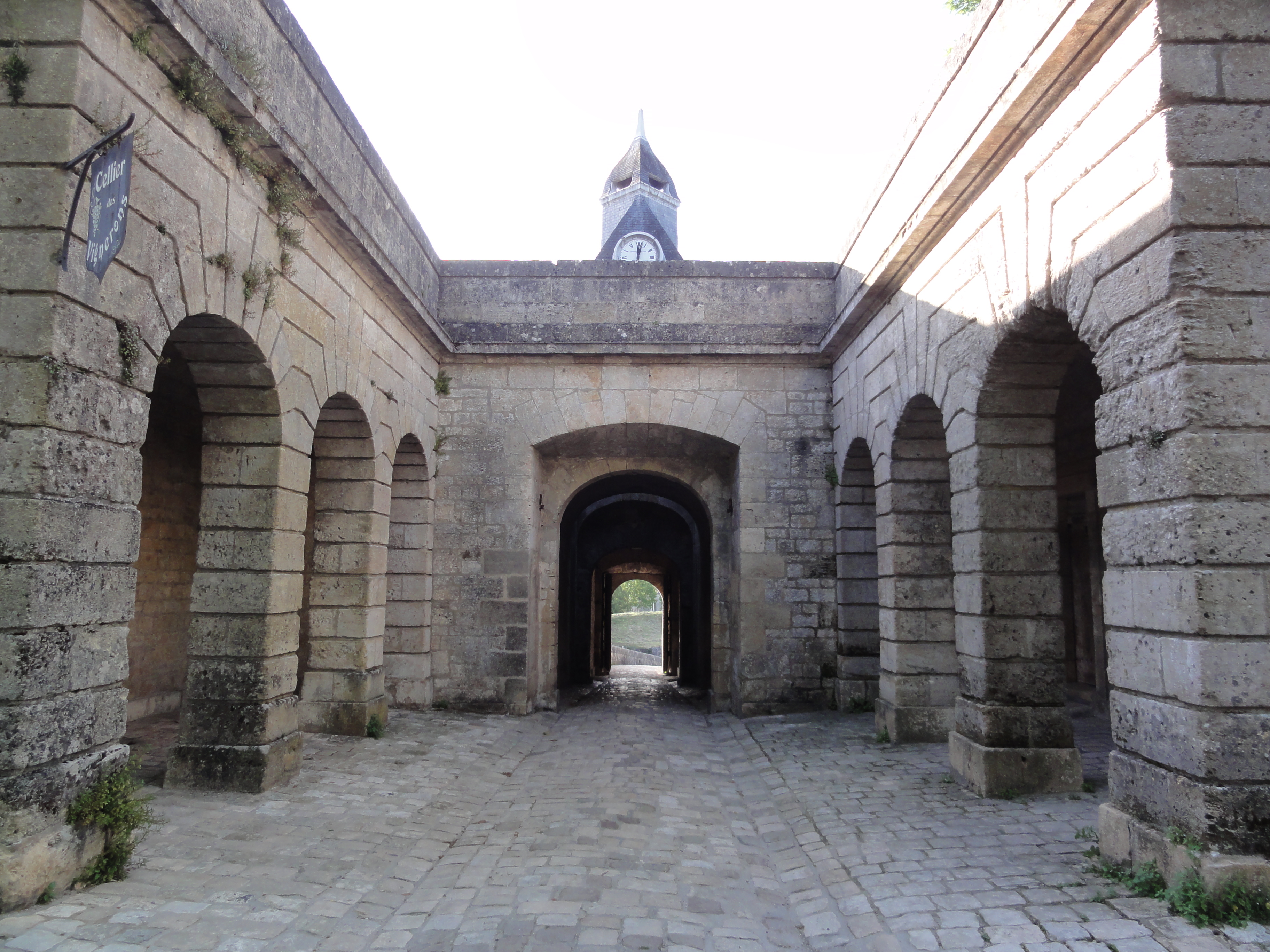
布莱城堡（法语：Citadelle de Blaye）的一处庭院
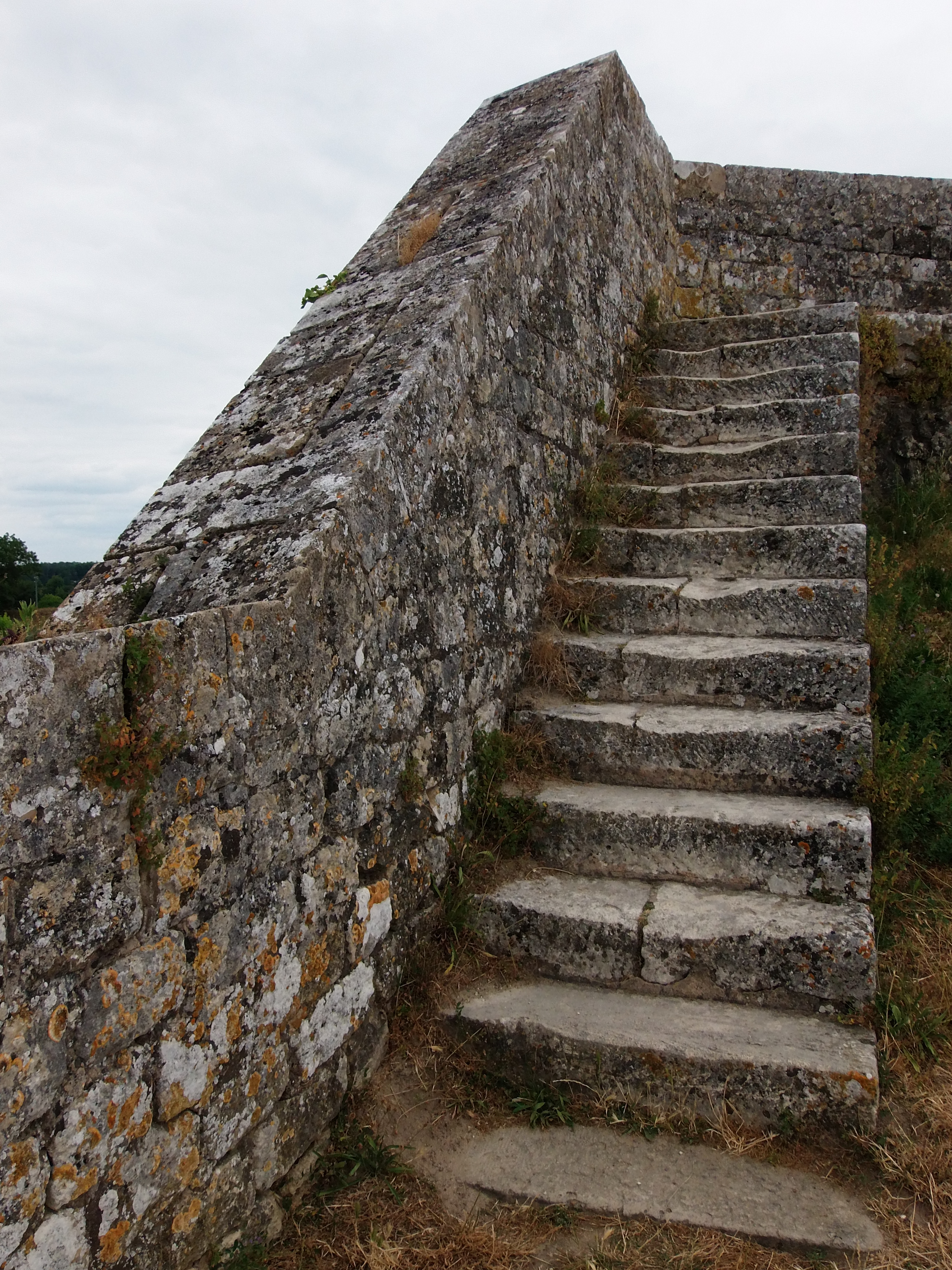
城墙阶梯
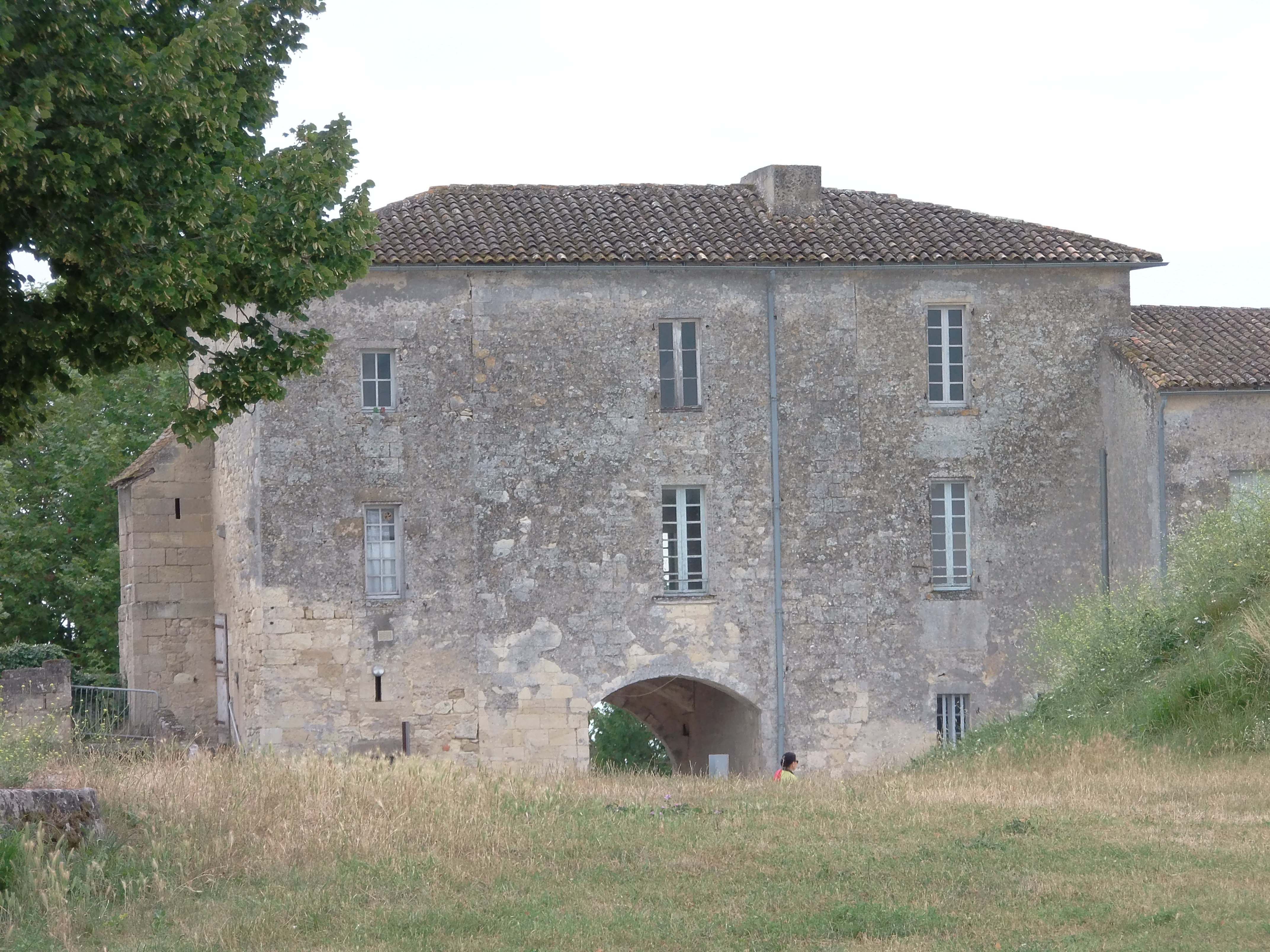
旧布莱城门
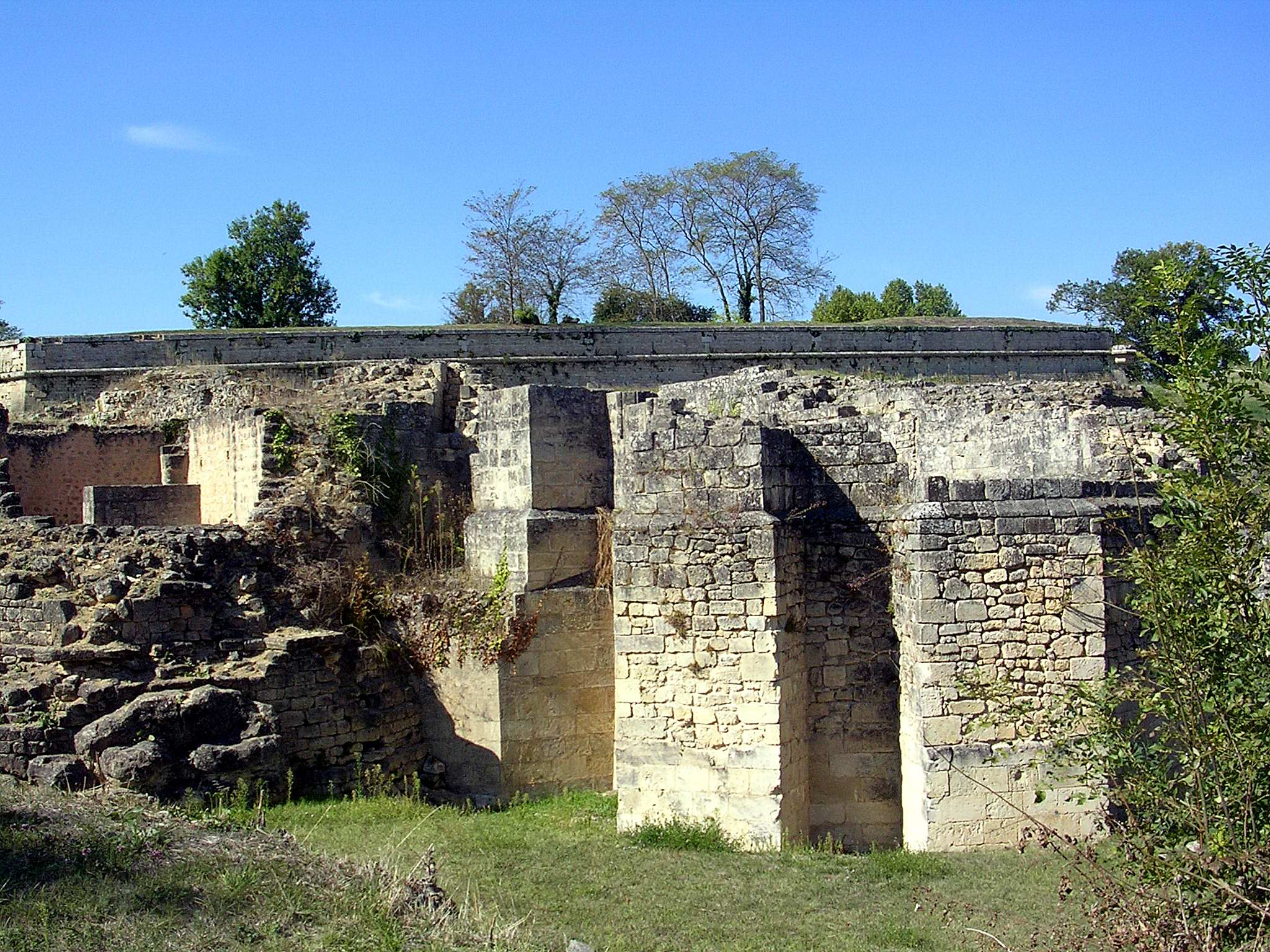
圣罗曼大教堂（法语：Basilique Saint-Romain de Blaye）遗址
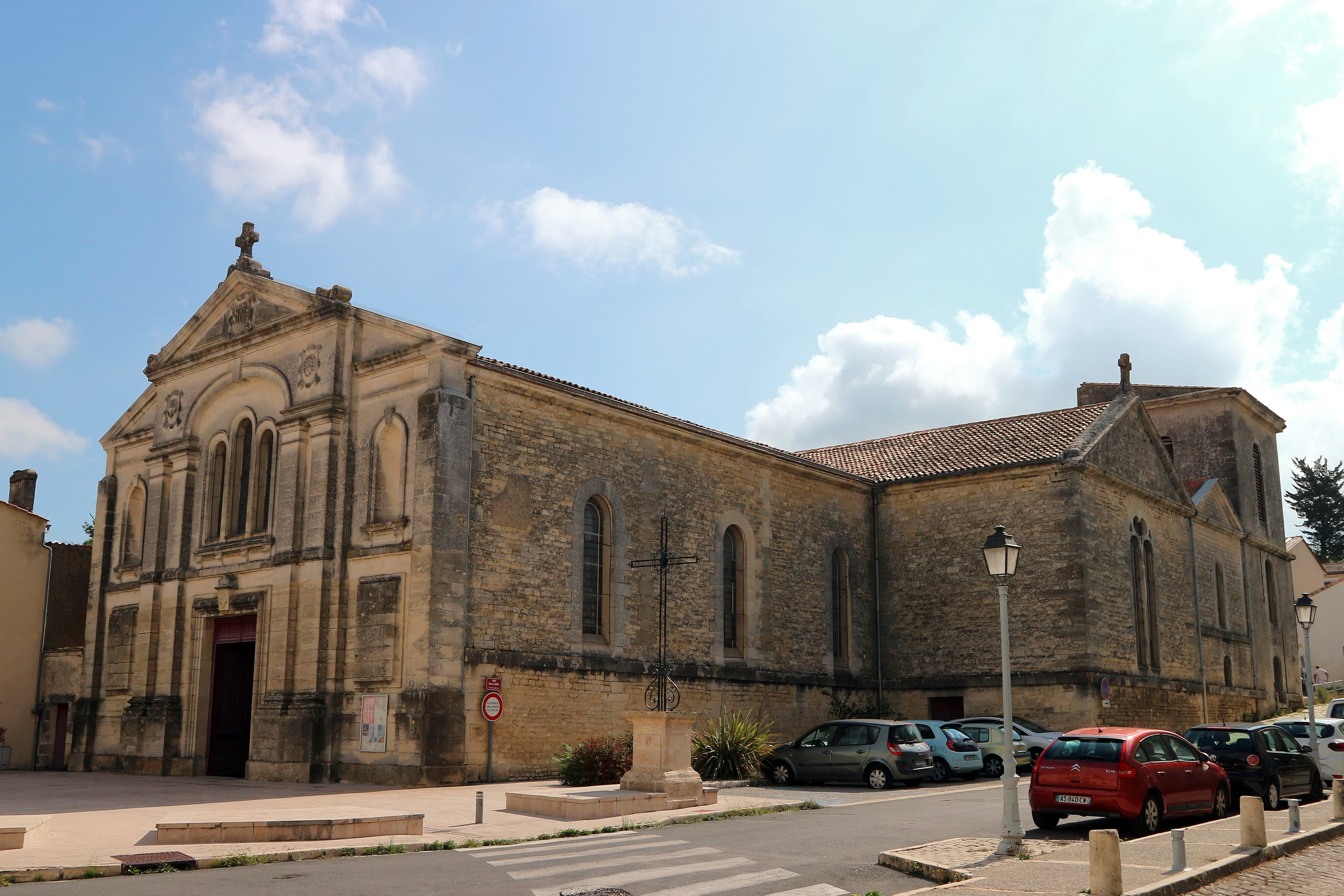
新圣罗曼教堂（法语：Église Saint-Romain de Blaye）
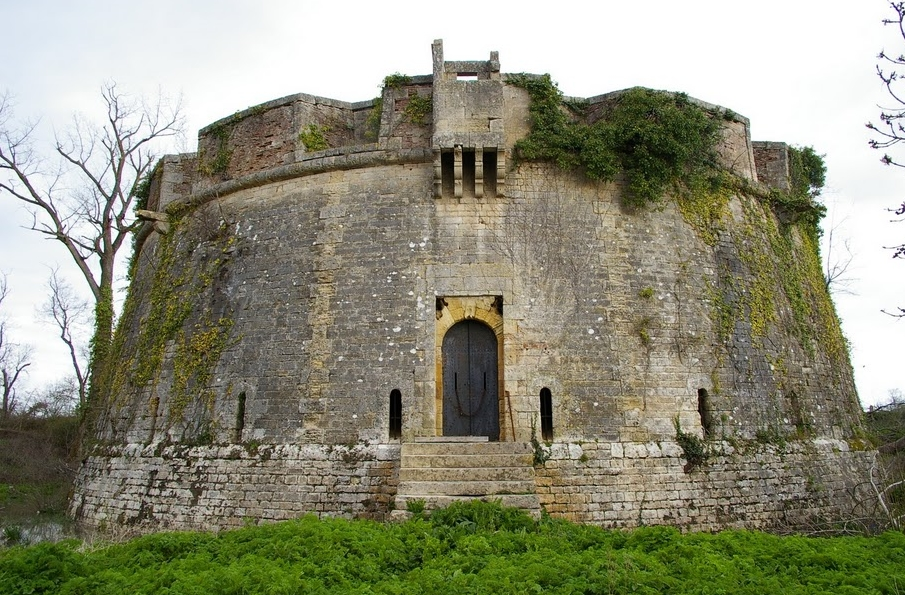
帕泰城堡（法语：Fort Paté）
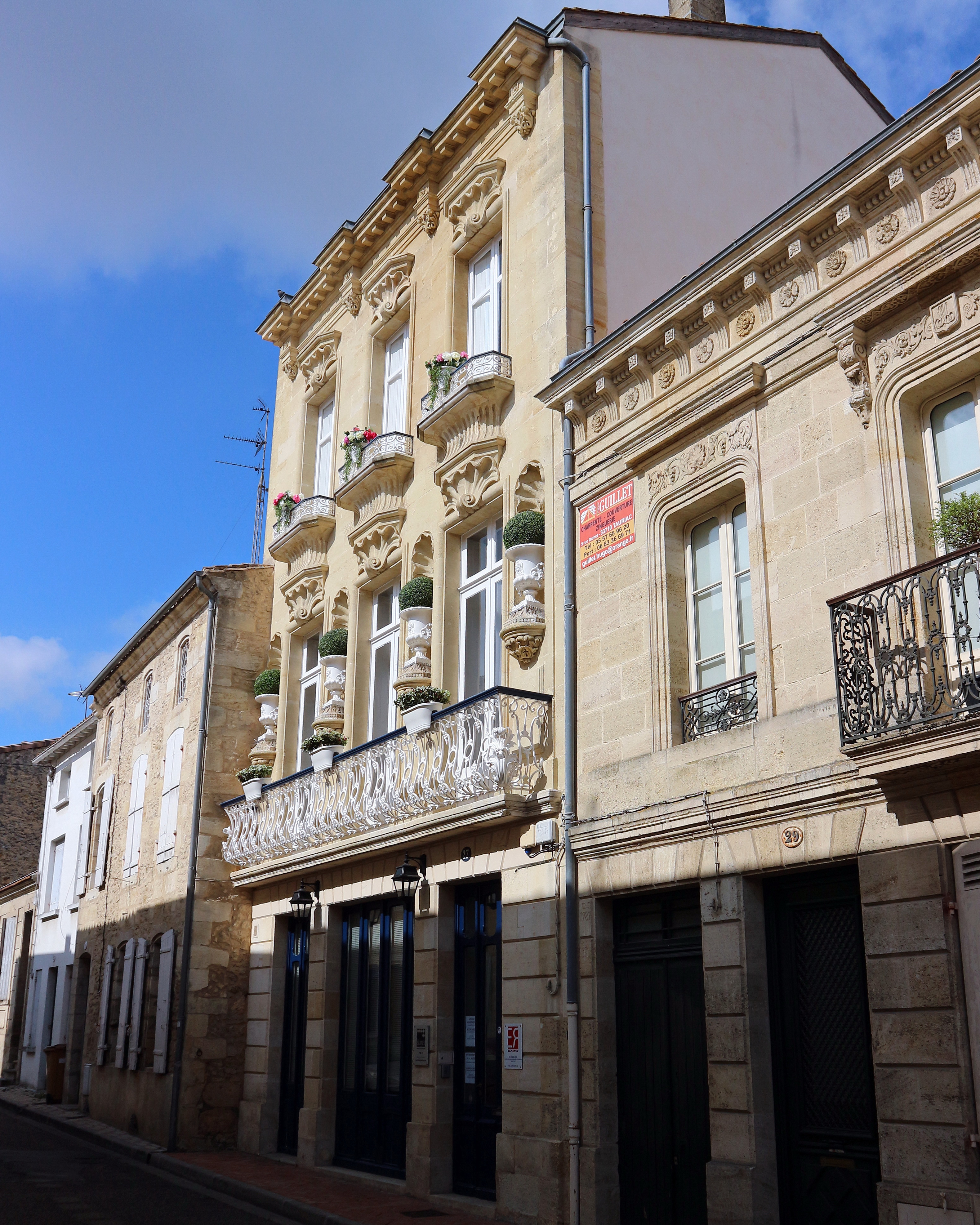
镇中心民居

### 旅游
布莱的旅游事务由其所属的布莱市镇公共社区负责。2022年，布莱境内共有3家酒店共计61间房间；另有1个露营地，可容纳共36辆露营车。

### 媒体
法国主要的媒体均可在布莱接收，法国电视三台下属的新阿基坦大区频道在部分时段播出布莱所在吉伦特省的地方新闻。《西南报》、蓝色法兰西吉伦特广播、波尔多电视台等是当地主要的地方性媒体。

### 葡萄酒
布莱位于波尔多葡萄酒产区北部，是布莱-布尔产区的组成部分，以“Blaye”命名的原产地命名控制葡萄酒包括“布莱”、“布莱丘”和“布莱-波尔多丘”。

## 相关人物
法国航海家皮埃尔·莫尔潘出生于布莱。

## 友好城市
截至2023年6月，布莱共与三座城市建立了友好城市关系：
- 德国 曲尔皮希
- 西班牙 塔雷加
- 羅馬尼亞 默钦